# Richard Mille
 (avril 2020).
Richard Mille est une marque de montres suisse de luxe du Groupe Richard Mille, fondée en 2001 par Dominique Guenat et Richard Mille, aux Breuleux en Suisse.

## Histoire

### Origine et développement

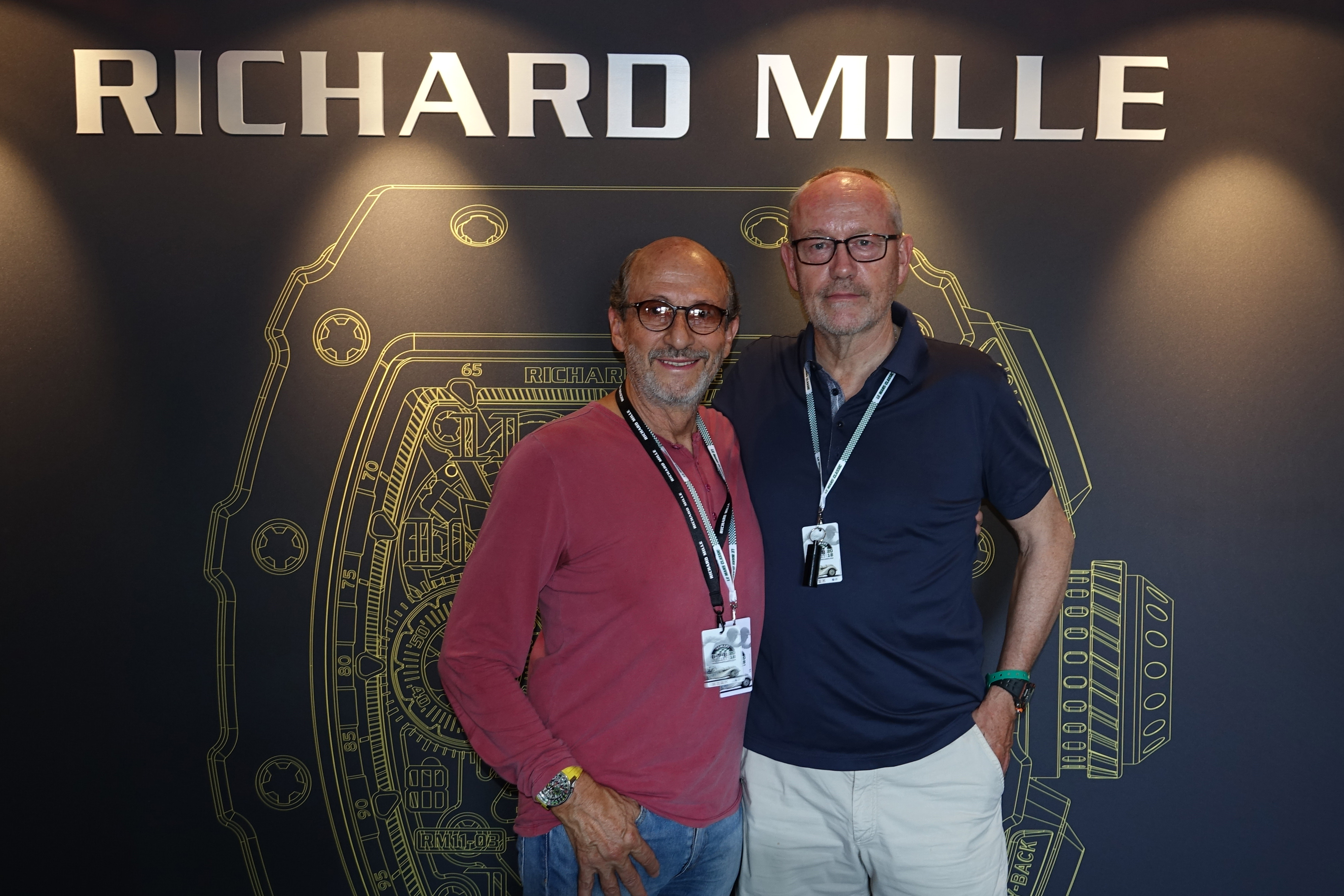
Richard Mille et Dominique Guenat

Richard Mille est l'ancien directeur général de la division horlogerie du joaillier Mauboussin. Fin 1998, il crée avec Dominique Guenat, propriétaire des Montres Valgine, Horométrie SA, leur société d'exploitation de la marque Richard Mille inscrite le 23 octobre 2001 au registre du commerce suisse, en collaboration avec la manufacture d'horlogerie suisse Audemars Piguet qui est ensuite entrée au capital de Richard Mille en 2007 à hauteur de 10 %.
À la suite de la vente du fournisseur de boîtiers Donzé-Baume au groupe de luxe suisse Richemont en 2007, la marque entreprend d'usiner ses propres boîtiers et certains des composants de ses montres. 
En avril 2013, Richard Mille et Dominique Guenat rachètent 90 % des parts de l'entreprise « Prototypes Artisanals SA », 10 % restant à Alain Varrin, l'ancien directeur. L'entreprise fondée par Marco Poluzzi devient « ProArt » et travaille comme sous-traitant exclusif de la marque. ProArt s'installe dans un bâtiment de 3 000 m2 construit aux Breuleux, pour la réalisation des boîtiers et prototypes de montres.
Le 27 septembre 2018, Richard Mille annonce son retrait du salon international de la haute horlogerie (SIHH) de Genève après l'édition 2018, tout comme son actionnaire Audemars Piguet,.
La société dispose de plusieurs boutiques aux États-Unis, dont la plus grande ouverte à New York en octobre 2018.

## Technologie

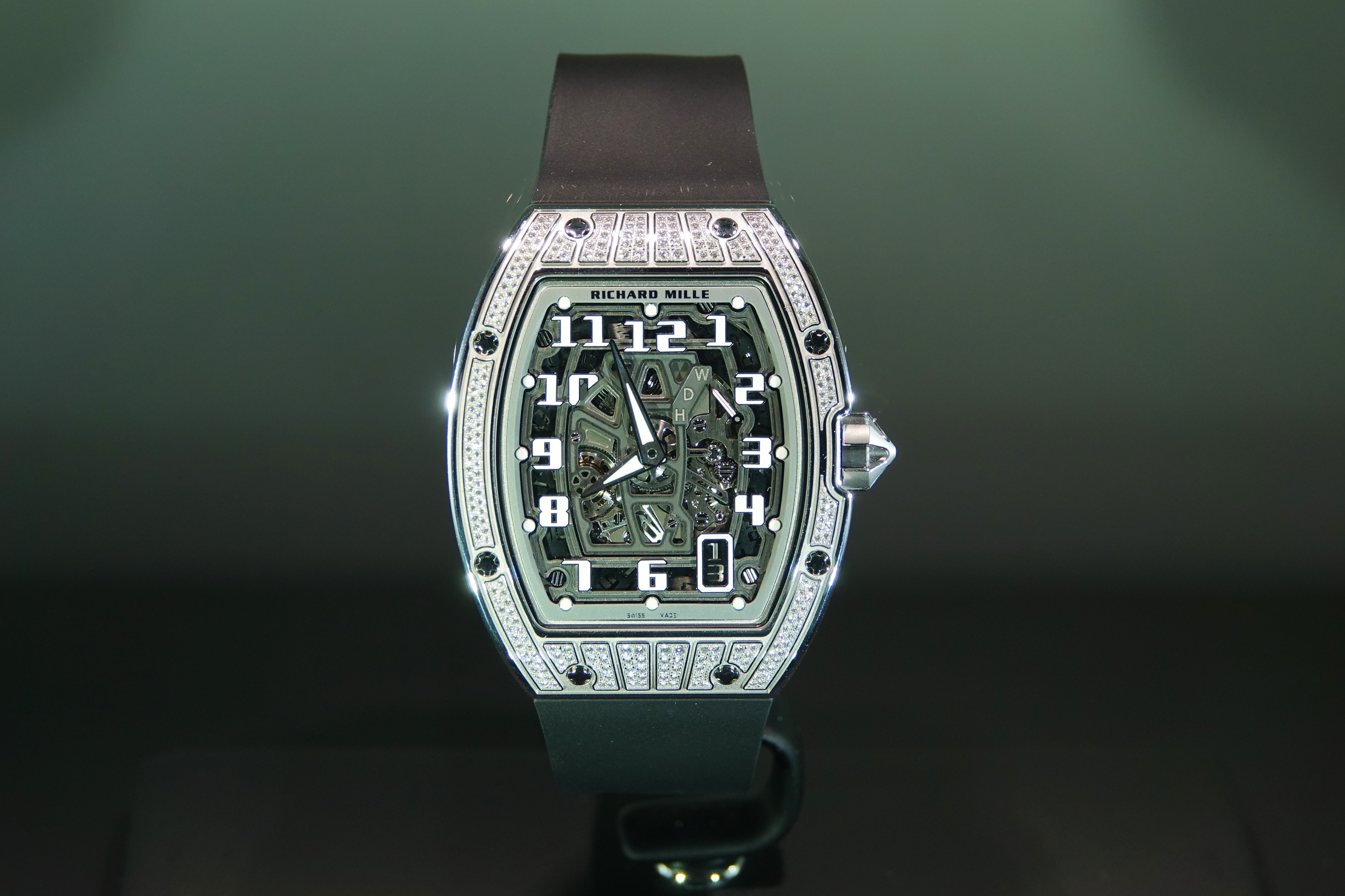
RM 67-01

La marque utilise des matériaux issus de l'aéronautique, la Formule 1 ou la chirurgie tels que le titane grade 5, le LITAL, le carbone TPT ou le graphène. Elle collabore avec North Thin Ply Technology, une entreprise de fabrication de matériaux pré-imprégnés, pour l'utilisation de carbone NTPT et Quartz TPT.

### Résistance aux chocs
L'étude de la résistance aux chocs permet d'augmenter la rigidité des platines et des mouvements en limitant les frottements. Grâce à une platine monocoque squelettée en carbone TPT le tourbillon RM 27-03 peut résister à des chocs de 10 000 g,.

### Légèreté
Dans l'horlogerie traditionnelle de luxe, la valeur d'une montre se détermine en fonction de son poids. Or, grâce aux technologies modernes et aux matériaux de haute technologie, les montres de la marque sont à l'inverse très légères, comme le tourbillon à remontage manuel RM 27-01 Rafael Nadal, développé en 2013 avec le tennisman, qui ne pèse que 19 grammes. En 2017, la marque suisse présente au salon international de la haute horlogerie (SIHH 2017) la RM 50-03 McLaren F1, un tourbillon chronographe à rattrapante de 38 grammes, produite à 75 exemplaires commercialisés à un tarif supérieur à un million d'euros.

## Économie

### Le Groupe Richard Mille
Le marque de montres fait partie du groupe homonyme qui est constitué des sociétés Horométrie SA (distribution), Guenat SA Montres Valgine (études et assemblage), ProArt (composants), VMDH (décoration), et les Éditions Cercle d’Art (livres et documentations). En 2019, le groupe emploie 190 collaborateurs.

#### Horométrie SA
Horométrie SA est la société d'exploitation de la « marque Richard Mille », créée par Richard Mille et Dominique Guenat en 2001, assurant également la distribution et le service après-vente dans le monde entier.

#### Guenat SA - Montres Valgine
La totalité des montres sont développées et produites en Suisse par la manufacture horlogère Guenat SA - Montres Valgine (GMV), aux Breuleux,.

#### ProArt
Les boîtiers ainsi que certains composants de mouvements, comprenant les platines, les ponts, les vis et certaines roues sont entièrement fabriqués par ProArt, l'entreprise d'usinage du groupe Richard Mille aux Breuleux.

#### VMDH
VMDH (Vital Morel Décalque Horlogère), installée à La Chaux-de-Fonds en Suisse, à 25 km des Breuleux, est l'entreprise spécialisée dans la décalque et la décoration de pièces constitutives du mouvement horloger (galvanoplastie,  électroplastie ...). L'entreprise produit la totalité des cadrans et rehauts de la marque Richard Mille ainsi qu'une partie des aiguilles, et gère l'application des pigments phosphorescents de « SuperLuminova ».

### Implantation géographique
La marque horlogère Richard Mille est installée dans le Jura Suisse, dans la commune des Breuleux, au sein de l'entreprise Montres Valgine.

### Ventes et chiffre d'affaires

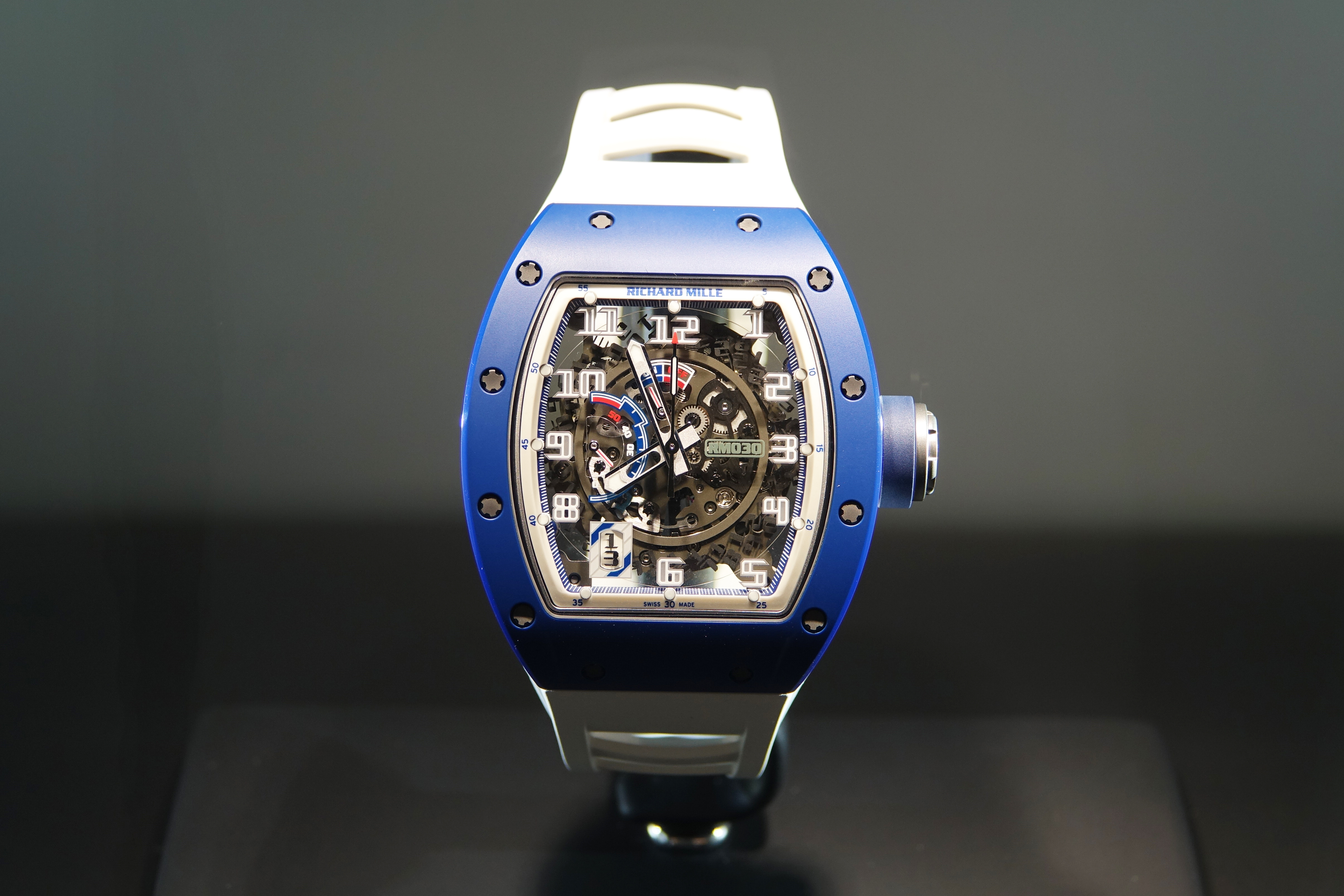
Montre RM 030

La marque annonce pour 2018 la vente de 4 600 montres avec un prix unitaire moyen de 180 000 €, et un chiffre d'affaires de 300 millions de francs suisses en 2018,.
Les ventes mondiales en 2015 étaient de 30 % en Asie du Sud-Est, 10 % au Japon, 30 % en Europe et Moyen-Orient et 30 % en Amérique.
La croissance des ventes est de 15 % par an en moyenne depuis le lancement de la marque, avec un total de 32 000 montres vendues de 2001 à 2017,. Mais en 2020, à la suite de la crise économique liée à la pandémie de Covid-19, les ventes sont retombées avec 4 300 montres  vendues sur l'année.

## Sponsoring et marketing

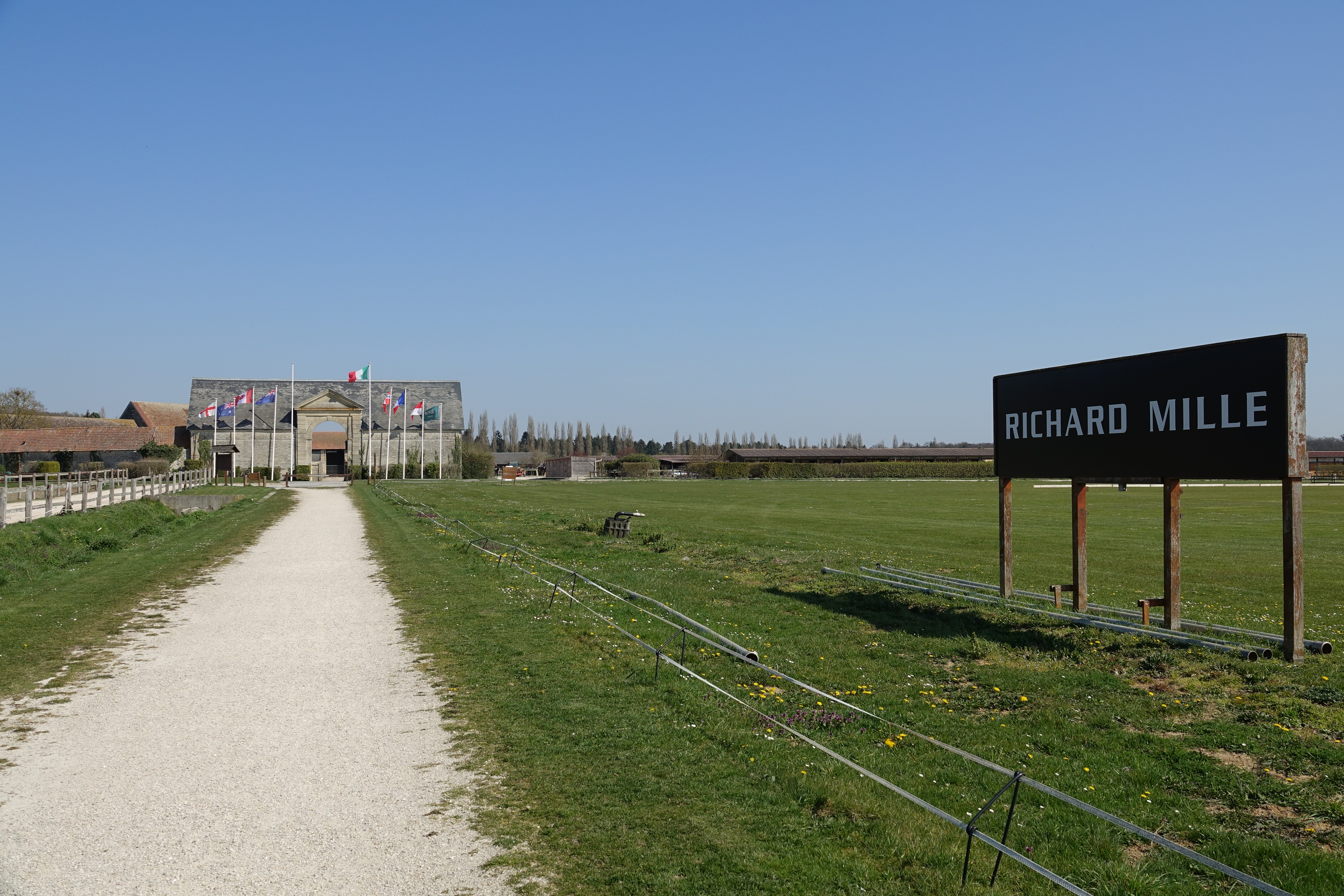
Polo Club de Chantilly à Apremont

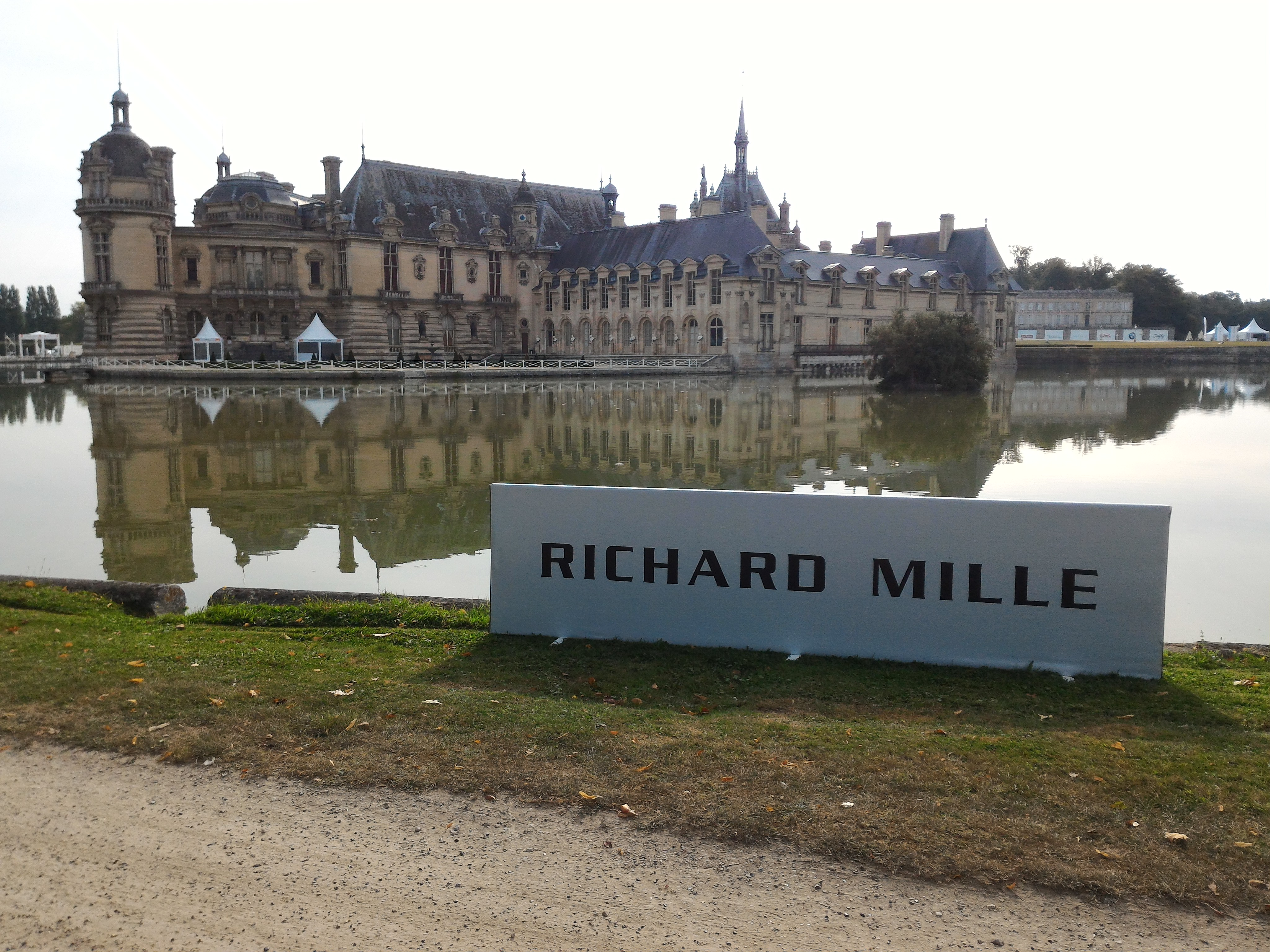
Chantilly Arts & Elegance Richard Mille

La marque Richard Mille a conclu des partenariats avec des entreprises du secteur du luxe, de l'automobile ou encore du sport. Richard Mille investit 2,5 % de son chiffre d'affaires dans ses partenariats, soit un budget de sponsoring de 4,5 millions d'euros en 2019. En 2016, ses dépenses de marketing sont de 45 millions de francs suisse, pour un chiffre d'affaires de 225 millions.
L'horloger finance une équipe de polo,.
Richard Mille est un des sponsors de la Scuderia Ferrari ainsi que de McLaren en F1
Dès ses débuts la marque horlogère s'associe à des événementiels consacrés à l'automobile et la compétition, ses fondateurs Richard Mille et Dominique Guenat étant passionné et collectionneurs d'automobiles historiques et de compétition. En 2002, Richard Mille devient partenaire du Le Mans Classic, une rétrospective d'automobiles. En 2014, Richard Mille contribue à la création d'un concours d'élégance d'automobiles, le Chantilly Arts & Elegance Richard Mille.
En 2022, l'écurie Richard Mille Racing Team (RMCT) s’engage en FIA WEC en 2021. RMCT participe aux 24 Heures du Mans 2022,.